# Refresh the Demon
Refresh the Demon è il quinto album in studio della thrash metal band canadese Annihilator, pubblicato nel 1996 dalla Music For Nations. Da quest'album è stato tratto un singolo, Syn. Kill 1.

## Tracce
1. Refresh the Demon – 5:26 (Black, Waters)
2. Syn. Kill 1 – 4:26 (Waters)
3. Awaken – 0:53 (Waters)
4. The Pastor of Disaster – 5:00 (Black, Waters)
5. A Man Called Nothing – 5:52 (Bates, Black, Waters)
6. Ultraparanoia – 4:29 (Black, Waters)
7. City of Ice – 4:18 (Bates, Black, Waters)
8. Anything for Money – 3:35 (Black, Waters)
9. Hunger – 4:53 (Bates, Waters)
10. Voices and Victims – 4:18 (Bates, Black, Waters)
11. Innocent Eyes – 5:03 (Waters)

Durata totale: 48:13

## Edizione speciale
L'album fu pubblicato anche in edizione speciale con l'aggiunta di due tracce bonus e successivamente rimasterizzato nel 2002 dalla SPV GmbH.

### Tracce
1. Refresh the Demon – 5:26 (Black, Waters)
2. Syn. Kill 1 – 4:26 (Waters)
3. Awaken – 0:53 (Waters)
4. The Pastor of Disaster – 5:00 (Black, Waters)
5. A Man Called Nothing – 5:52 (Bates, Black, Waters)
6. Ultraparanoia – 4:29 (Black, Waters)
7. City of Ice – 4:18 (Bates, Black, Waters)
8. Anything for Money – 3:35 (Black, Waters)
9. Hunger – 4:53 (Bates, Waters)
10. Voices and Victims – 4:18 (Bates, Black, Waters)
11. Innocent Eyes – 5:03 (Waters)
12. The Box – 4:33 (Waters)
13. Riff Raff – 9:43 (Scott, A. Young, M. Young) – (AC/DC cover)

Durata totale: 62:29

## Formazione
- Jeff Waters - voce, chitarra solista, basso
- Randy Black - batteria
- Dave Davis - chitarra ritmica